# Ohmdenosaurus
Ohmdenosaurus is een geslacht van plantenetende sauropode dinosauriërs dat tijdens het vroege Jura leefde in het gebied van het huidige Duitsland.

## Vondst en naamgeving

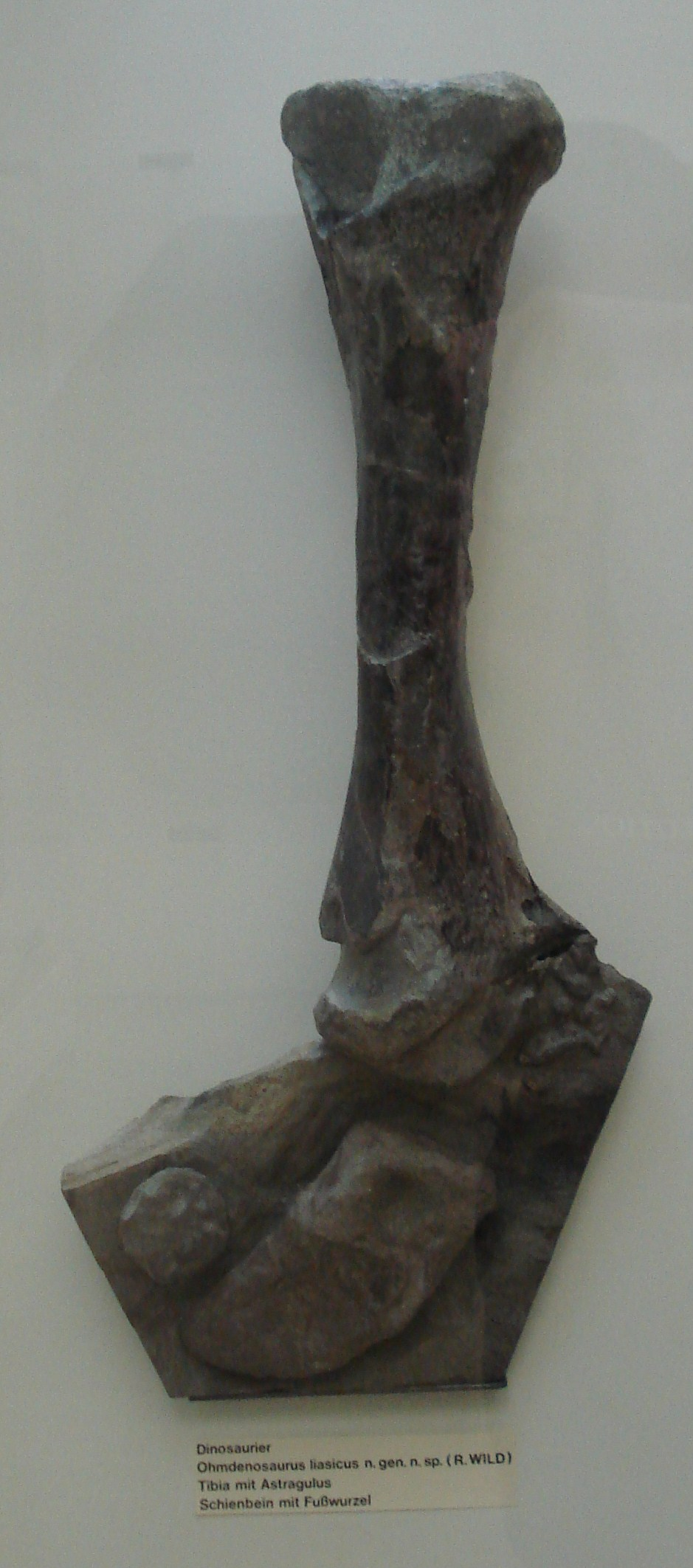
Het holotype van Ohmdenosaurus

In de jaren zeventig van de twintigste eeuw bekeek de Duitse paleontoloog Rupert Wild in een vitrine van het Urwelt-Museum Hauff te Holzmaden een bot dat volgens het bordje aan een plesiosauriër toebehoorde en daarvan het opperarmbeen zou zijn. Hij herkende het echter als een rechteronderbeen van een sauropode. Nader onderzoek lukte het niet meer de herkomst van het fossiel precies vast te stellen. Het was wellicht rond de eeuwwisseling door Bernhard Hauff senior of junior zelf opgegraven of eens door hun fossielenhandel aangekocht. Wild concludeerde dat het een nog onbekende vorm betrof die hij in 1978 benoemde als de typesoort Ohmdenosaurus liasicus. De geslachtsnaam verwijst naar de vermoedelijke vindplaats Ohmden in Baden-Württemberg. De soortaanduiding naar de vermoedelijke datering: Lias is de oude naam voor het vroege Jura.
Het holotype heeft geen inventarisnummer. Het stamt, zoals uit de aanwezigheid van de slak Coelodiscus in het omvattende gesteente is vast te stellen, uit de beroemde Posidonia Schalie, een mariene afzetting uit het middelste Toarcien, ongeveer 180 miljoen jaar oud, die een rijke bron van fossielen is gebleken. Het bestaat uit een brok gesteente met daarin een scheenbeen en twee enkelbeenderen: het sprongbeen of astragalus en het calacaneum. Wellicht bevinden zich ook wat resten van voetbeenderen in het geheel. De beenderen, die niet in verband liggen, zijn verweerd wat erop duidt dat het dier eerst op het land gestorven is en pas later de geërodeerde beenderen in zee gespoeld zijn; hun vermoedelijke vindplaats ligt zo'n honderd kilometer van de dichtstbijzijnde toenmalige kustlijn verwijderd. Bij de eerdere gedeeltelijke preparatie zijn de beenderen wat beschadigd; Wild zelf heeft de botten niet verder vrijgelegd.

## Beschrijving
Het holotype van Ohmdenosaurus was van een klein dier, niet meer dan vier meter lang. Het scheenbeen heeft een lengte van 405 millimeter. De vorm ervan is gedrongen met sterk verbrede uiteinden. De onderste gewrichtsknobbels zijn van ongelijke hoogte. Het gewricht toont duidelijk aan dat de soort ondanks de geringe omvang het vermogen om alleen op de achterpoten te lopen, had verloren. De astragalus, die bij leven onderaan het scheenbeen vastzat, is sandaalvormig en heeft een grootste lengte van veertien centimeter. Het calcaneum, dat ernaast aan het kuitbeen zou zijn verbonden, is klein.

## Fylogenie
Aan de vorm van het sprongbeen, dat bij de meer afgeleide Neosauropoda bovenop boller is, leidde Wild af dat het een basaal lid van de Sauropoda betrof, een vertegenwoordiger van een nog onbekende "familie" die hij echter niet benoemde. In 1990 gaf John Stanton Mcintosh een plaatsing in de Vulcanodontidae, maar dat is verzamelterm voor niet speciaal verwante basale sauropoden; hoewel Ohmdenosaurus in populair-wetenschappelijke media vaak als zodanig geclassificeerd wordt, is dat niet het geval in de wetenschappelijke literatuur.